# Fechtweltmeisterschaften 1979
Die 30. Fechtweltmeisterschaft fand vom 18. bis 28. August 1979 in Melbourne statt. Es wurden acht Wettbewerbe ausgetragen, sechs für Herren und zwei für Damen.
Mit sechs von acht möglichen Titeln wurde das Team der Sowjetunion die erfolgreichste Nation dieser Weltmeisterschaft.

## Herren

### Florett, Einzel
| Platz | Land | Sportler           |
| ----- | ---- | ------------------ |
| 1     | URS  | Alexander Romankow |
| 2     | FRA  | Pascal Jolyot      |
| 3     | ITA  | Fabio Dal Zotto    |

### Florett, Mannschaft
| Platz | Land | Sportler                                                                                      |
| ----- | ---- | --------------------------------------------------------------------------------------------- |
| 1     | URS  | Alexander Romankow, Wladimir Smirnow, Wladimir Lapizki, Sergei Kossenkow, Sabirdschan Rusijew |
| 2     | ITA  | Fabio Dal Zotto, Federico Cervi, Andrea Borella, Mauro Numa, Carlo Montano                    |
| 3     | FRG  | Matthias Behr, Harald Hein, Thomas Bach, Klaus Reichert, Mathias Gey                          |

### Degen, Einzel
| Platz | Land | Sportler          |
| ----- | ---- | ----------------- |
| 1     | FRA  | Philippe Riboud   |
| 2     | HUN  | Ernő Kolczonay    |
| 3     | POL  | Leszek Swornowski |

### Degen, Mannschaft
| Platz | Land | Sportler                                                                           |
| ----- | ---- | ---------------------------------------------------------------------------------- |
| 1     | URS  | Aschot Karagjan, Boris Lukomski, Leonid Dunajew, Alexander Abuschachmetow          |
| 2     | FRG  | Alexander Pusch, Elmar Borrmann, Christian Adrians, Hanns Jana                     |
| 3     | SUI  | Patrice Gaille, Daniel Giger, Christian Kauter, Michel Poffet, François Suchanecki |

### Säbel, Einzel
| Platz | Land | Sportler           |
| ----- | ---- | ------------------ |
| 1     | URS  | Wladimir Naslymow  |
| 2     | URS  | Wiktor Krowopuskow |
| 3     | URS  | Michail Burzew     |

### Säbel, Mannschaft
| Platz | Land | Sportler                                                                                    |
| ----- | ---- | ------------------------------------------------------------------------------------------- |
| 1     | URS  | Wladimir Naslymow, Michail Burzew, Wiktor Krowopuskow, Mikalaj Aljochin, Wiktor Sidjak      |
| 2     | ITA  | Michele Maffei, Mario Aldo Montano, Gianfranco Dalla Barba, Marco Romano, Ferdinando Meglio |
| 3     | POL  | Jacek Bierkowski, Dariusz Wódke, Andrzej Kostrzewa, Janusz Kondrat, Tadeusz Piguła          |

## Damen

### Florett, Einzel
| Platz | Land | Sportlerin              |
| ----- | ---- | ----------------------- |
| 1     | FRG  | Cornelia Hanisch        |
| 2     | URS  | Walentina Sidorowa      |
| 3     | HUN  | Ildikó Schwarczenberger |

### Florett, Mannschaft
| Platz | Land | Sportlerinnen                                                                            |
| ----- | ---- | ---------------------------------------------------------------------------------------- |
| 1     | URS  | Jelena Belowa, Nailija Giljasowa, Walentina Sidorowa, Irina Uschakowa, Olga Dimitrenko   |
| 2     | HUN  | Ildikó Schwarczenberger, Edit Kovács, Zsuzsanna Szőcs, Gertrúd Stefanek, Magda Maros     |
| 3     | FRG  | Cornelia Hanisch, Ingrid Losert, Sabine Bischoff, Ute Wessel, Jutta Höhne, Gudrun Lotter |